# Vincy Schwarz
Vinzenz „Vincy“ Schwarz (5. září 1902 Šternberk – 30. června 1942 Praha) byl český redaktor a překladatel německé národnosti, popravený za antifašistickou činnost.
Pocházel z rodiny šternberského drogisty, který se hlásil k německému nacionalismu. Absolvoval obchodní akademii v Olomouci a pracoval v rodinném obchodě, od roku 1925 žil v Praze. Založil literární agenturu Centrum a stal se propagátorem české kultury.
Překládal do němčiny knihy Karla Čapka (Dášeňka čili Život štěněte, Anglické listy) nebo Emila Vachka (Bidýlko). Sestavil antologie Básníkův rok 1935-1936. 33 básníků píše na okraj dne, Věčné Čechy. Obrazy a vidiny z českých dějin v německé poezii a Čechy – tato krásná země. K jeho přátelům patřili František Bidlo, Vladislav Vančura, Pavel Eisner, Jaroslav Seifert nebo Otto Pick.
Po okupaci odmítl přijmout říšskoněmecké občanství a v roce 1940 vstoupil do Církve československé husitské. Za druhé světové války se pohyboval v levicových kruzích a stál u zrodu odbojové skupiny Předvoj. Byl navázán na ilegální skupinu soustředěnou kolem knihkupce Karla Švába. Za šíření protinacistického článku ze švýcarských novin Neue Zürcher Zeitung byl v březnu 1942 se svojí manželkou Zdenou Flégrovou zatčen a v období heydrichiády byli oba uvězněni v pankrácké věznici a 30. června 1942 popraveni na Kobyliské střelnici.

## Připomínky

Připomínky
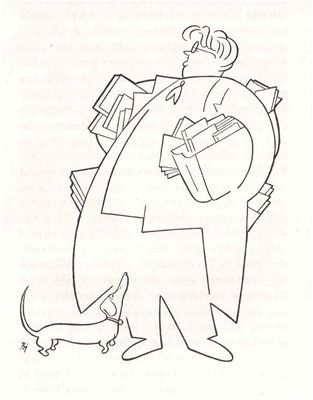
František Bidlo: Vincy Schwarz (karikatura)
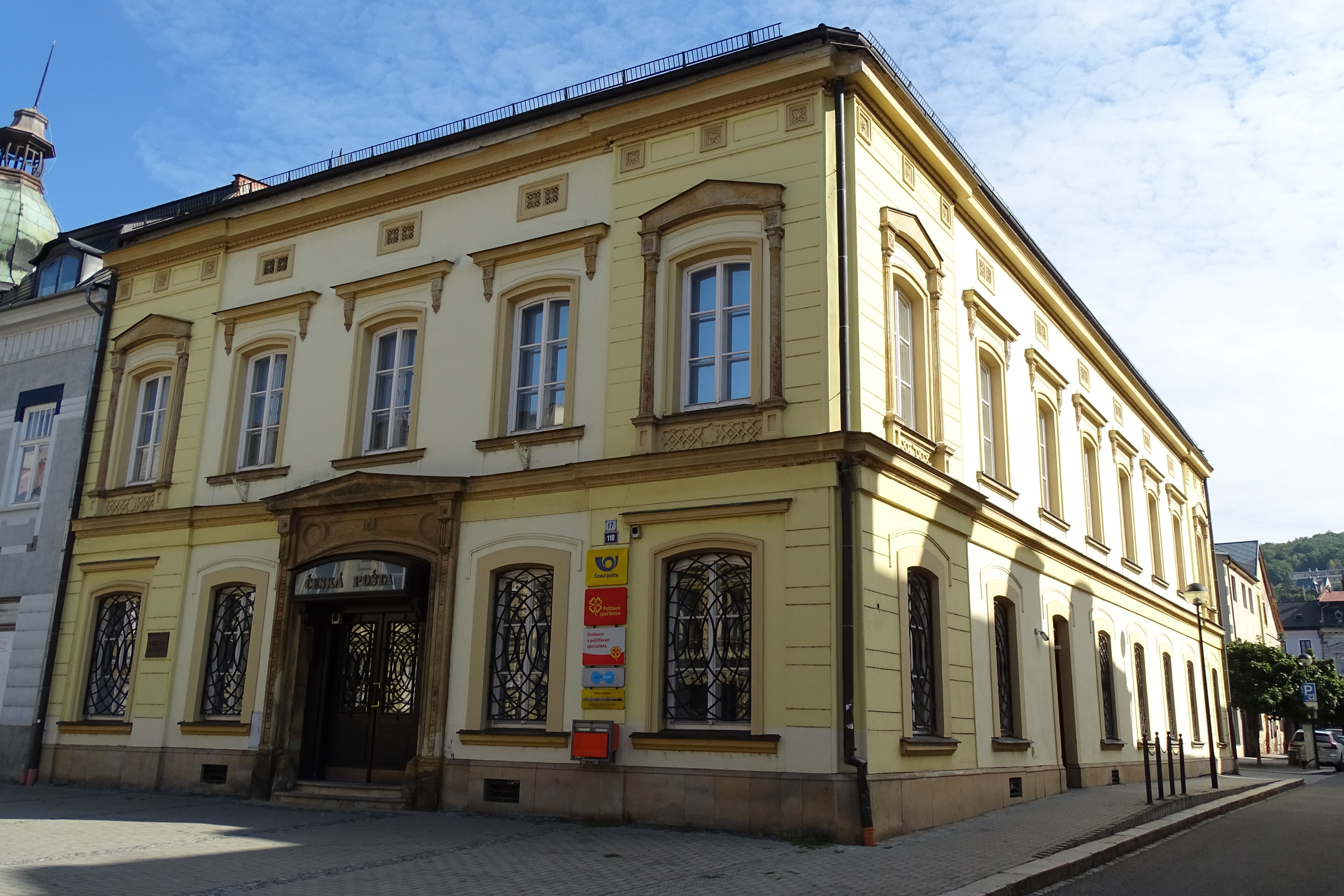
Rodný dům Vincy Schwarze
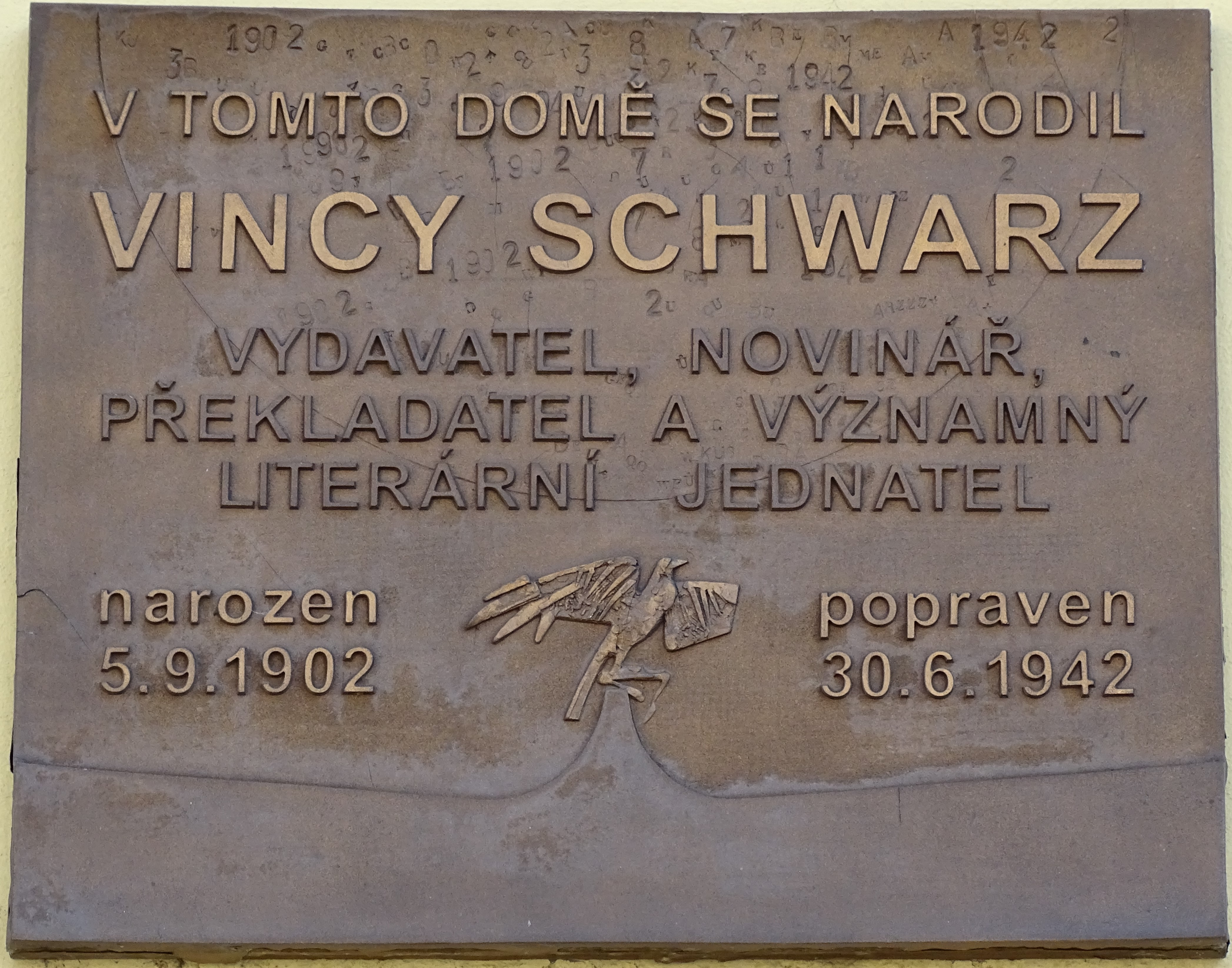
Pamětní deska na rodném domě ve Šternberku